# Larghezza a metà altezza

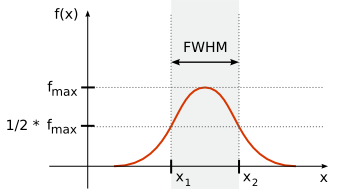
FWHM (larghezza a metà altezza).

In statistica, la larghezza a metà altezza, in sigla FWHM (full width at half maximum), è la larghezza di una funzione data dalla differenza fra i valori assunti dalla variabile indipendente {\displaystyle x} quando la variabile dipendente {\displaystyle y} è pari a metà del suo valore massimo. Un concetto correlato è la semi-larghezza a metà altezza (HWHM, half width at half maximum).
Entrambe trovano applicazione in statistica ed in fisica.  In statistica come parametri per caratterizzare la dispersione di una distribuzione. In fisica la HWHM serve ad esempio per caratterizzare la distribuzione lorentziana, i cui momenti non sono definiti poiché le funzioni {\displaystyle |x^{n}f(x)|} non hanno integrale finito su {\displaystyle \mathbb {R} }. In particolare, non essendo definita la deviazione standard {\displaystyle \sigma }, occorre far ricorso alla HWHM per stimare la dispersione di tale distribuzione.  La distribuzione lorentziana descrive il decadimento di sistemi energeticamente instabili: decadimenti atomici, nucleari, di mesoni e barioni.
Un'altra funzione importante, legata ai solitoni in ottica, è la secante iperbolica:
{\displaystyle f(x)=\operatorname {sech} \left({\frac {x}{X}}\right)}
Per un impulso di questa forma si ha:
{\displaystyle \mathrm {FWHM} =2\;\operatorname {arsech} {\Big (}{\frac {1}{2}}{\Big )}X=2\ln(2+{\sqrt {3}})\,X\approx 2,633\,X}
dove arsech è la secante iperbolica inversa.
Quando la funzione considerata è una distribuzione normale o gaussiana:
{\displaystyle f(x)={\frac {1}{\sigma {\sqrt {2\pi }}}}\exp \left[-{\frac {(x-x_{0})^{2}}{2\sigma ^{2}}}\right]}
dove {\displaystyle \sigma } è la deviazione standard e {\displaystyle x_{0}} un valore qualsiasi (la larghezza della funzione, indicata con {\displaystyle \Gamma }, è indipendente da traslazioni), la relazione fra la FWHM e la deviazione standard è:
{\displaystyle \Gamma =2\,{\sqrt {2\ln 2}}\,\sigma \simeq 2,355\,\sigma }.
Di conseguenza la semi-larghezza a metà altezza (HWHM) risulta
{\displaystyle {\frac {\Gamma }{2}}\,=\,{\sqrt {2\ln 2}}\,\cdot \,\sigma \,\simeq \,1,177\cdot \sigma }.
Queste relazioni sono indipendenti dalla normalizzazione.

Gaussiana centrata nell'origine, avente.

Quindi {\displaystyle \Gamma /2>\sigma }. Il motivo si comprende confrontando il valore di {\displaystyle f(x)} per {\displaystyle x=\Gamma /2} e per {\displaystyle x=\sigma }.  Si assuma per semplicità una gaussiana centrata nell'origine, con {\displaystyle x_{0}=0} (in figura). Il rapporto {\displaystyle y(\Gamma /2)/y(0)} risulta per definizione essere
{\displaystyle {\frac {y(\Gamma /2)}{y(0)}}={\frac {1}{2}}=0{,}5}
Invece il rapporto {\displaystyle y(\sigma )/y(0)} è
{\displaystyle {\frac {y(\sigma )}{y(0)}}=e^{-1/2}\simeq 0{,}6065}
Siccome la gaussiana centrata nell'origine è una funzione decrescente per {\displaystyle x>0}, essendo
{\displaystyle y(\sigma )>y(\Gamma /2)}
deve necessariamente valere
{\displaystyle \sigma <\Gamma /2}
c.v.d.